# Naturalienkabinett Sondershausen
Das Naturalienkabinett Sondershausen bestand seit dem 18. Jahrhundert bis 1912 in der schwarzburgischen Residenzstadt Sondershausen als private Sammlung der Fürsten von Schwarzburg-Sondershausen.

## Geschichte
Das Naturalienkabinett ging auf das 18. Jahrhundert zurück, als Fürst Günther Friedrich Carl I. von Schwarzburg-Sondershausen eine vom Geheimrat von Hopffgarten angelegte Naturaliensammlung für die Ausstellung im Schloss Sondershausen käuflich erwarb.
Die Sammlung wurde in den folgenden Jahren mehrfach ergänzt. So konnten beispielhaft folgende Sammlungen hinzuerworben werden:
- 1840: Ankauf einer ornithologischen und einer entomologischen Sammlung
- 1841: Ankauf einer Mineraliensammlung von Andreas Ludwig August Emmerling
- 1842–1847: Ankauf von Sammlungen ausgestopfter Vögel und anderer Tieren

Nachdem der letzte Fürst von Schwarzburg-Sondershausen Karl Günther 1909 kinderlos starb und die Regierungsgeschäfte in Personalunion von Fürst Günther Victor von Schwarzburg-Rudolstadt übernommen worden waren, sank das Interesse an diesem Naturalienkabinett, da der Fürst vornehmlich auf Schloss Heidecksburg in Rudolstadt residierte, wo er über ein eigenes Naturalienkabinett (aufgelöst 1950) verfügte. Daher wurde mit der allmählichen Auflösung des Naturalienkabinetts Sondershausen begonnen. Der überwiegende Teil der Exponate wurde an den Magistrat der Stadt Sondershausen überwiesen. 1912 war die Auflösung der Sammlung abgeschlossen. Heute befinden sich die meisten Exponate des früheren Naturalienkabinetts im Depot im Schlossmuseum Sondershausen.

### Aufseher des Naturalienkabinetts
Bis ca. 1796 hatte der Geheimrat von Hopfgarten die Aufsicht über das fürstliche Naturalienkabinett. Ihm folgte Gottlieb Friedrich Ludloff, der 1796 ein Gesamtverzeichnis des Naturalienkabinetts erstellte. Seine Tochter Charlotte Louise (* 1784) hatte nach seinem Tod bis 1833 die Aufsicht des Naturalienkabinetts in Sondershausen inne.
1836 übernahm Gottlieb Döbling (1797–1858) die Aufgabe, das Naturalienkabinett zu erweitern. Von 1842 bis 1862 war Ferdinand Göbel und danach Thilo Irmisch bis zu seinem Tod 1879 Aufseher des Naturalienkabinetts. Ab 1879 hatte Hermann Toepfer die Aufsicht.